# US Open 2001
Die 121. US Open 2001 waren ein internationales Tennisturnier und fanden vom 27. August bis zum 9. September 2001 im USTA Billie Jean King National Tennis Center im Flushing-Meadows-Park in New York, USA statt.

## Herreneinzel
Sieger:  Lleyton Hewitt
Finalgegner:  Pete Sampras
Endstand: 7:64, 6:1, 6:1

### Setzliste
| Nr. | Spieler             | Erreichte Runde |
| --- | ------------------- | --------------- |
| 01. | Gustavo Kuerten     | Viertelfinale   |
| 02. | Andre Agassi        | Viertelfinale   |
| 03. | Marat Safin         | Halbfinale      |
| 04. | Lleyton Hewitt      | Sieg            |
| 05. | Juan Carlos Ferrero | 3. Runde        |
| 06. | Patrick Rafter      | Achtelfinale    |
| 07. | Jewgeni Kafelnikow  | Halbfinale      |
| 08. | Sébastien Grosjean  | 1. Runde        |
| 09. | Tim Henman          | 3. Runde        |
| 10. | Pete Sampras        | Finale          |
| 11. | Àlex Corretja       | 3. Runde        |
| 12. | Arnaud Clément      | Achtelfinale    |
| 13. | Roger Federer       | Achtelfinale    |
| 14. | Thomas Johansson    | Achtelfinale    |
| 15. | Goran Ivanišević    | 3. Runde        |
| 16. | Tommy Haas          | Achtelfinale    |

| Nr. | Spieler             | Erreichte Runde |
| --- | ------------------- | --------------- |
| 17. | Carlos Moyá         | 3. Runde        |
| 18. | Andy Roddick        | Viertelfinale   |
| 19. | Thomas Enqvist      | 1. Runde        |
| 20. | Jan-Michael Gambill | 2. Runde        |
| 21. | Fabrice Santoro     | 2. Runde        |
| 22. | Andrei Pavel        | 2. Runde        |
| 23. | Dominik Hrbatý      | 2. Runde        |
| 24. | Sjeng Schalken      | 3. Runde        |
| 25. | Albert Portas       | 3. Runde        |
| 26. | Nicolás Lapentti    | 3. Runde        |
| 27. | Guillermo Cañas     | 2. Runde        |
| 28. | Hicham Arazi        | 3. Runde        |
| 29. | Nicolas Kiefer      | 1. Runde        |
| 30. | Greg Rusedski       | 3. Runde        |
| 31. | Nicolas Escudé      | 2. Runde        |
| 32. | Todd Martin         | 2. Runde        |

## Dameneinzel
Siegerin:  Venus Williams
Finalgegnerin:  Serena Williams
Endstand: 6:2, 6:4

### Setzliste
| Nr. | Spielerin           | Erreichte Runde |
| --- | ------------------- | --------------- |
| 01. | Martina Hingis      | Halbfinale      |
| 02. | Jennifer Capriati   | Halbfinale      |
| 03. | Lindsay Davenport   | Viertelfinale   |
| 04. | Venus Williams      | Sieg            |
| 05. | Kim Clijsters       | Viertelfinale   |
| 06. | Justine Henin       | Achtelfinale    |
| 07. | Monica Seles        | Achtelfinale    |
| 08. | Amélie Mauresmo     | Viertelfinale   |
| 09. | Nathalie Tauziat    | Achtelfinale    |
| 10. | Serena Williams     | Finale          |
| 11. | Jelena Dementjewa   | Achtelfinale    |
| 12. | Meghann Shaughnessy | 3. Runde        |
| 13. | Amanda Coetzer      | 1. Runde        |
| 14. | Jelena Dokić        | Achtelfinale    |
| 15. | Magdalena Maleewa   | 2. Runde        |
| 16. | Silvia Farina Elia  | 1. Runde        |

| Nr. | Spielerin               | Erreichte Runde |
| --- | ----------------------- | --------------- |
| 17. | Anke Huber              | 3. Runde        |
| 18. | Sandrine Testud         | Achtelfinale    |
| 19. | Barbara Schett          | Achtelfinale    |
| 20. | Arantxa Sánchez Vicario | 3. Runde        |
| 21. | Jelena Lichowzewa       | Achtelfinale    |
| 22. | Iroda Toʻlaganova       | 2. Runde        |
| 23. | Magüi Serna             | 1. Runde        |
| 24. | Paola Suárez            | 1. Runde        |
| 25. | Henrieta Nagyová        | 3. Runde        |
| 26. | Tamarine Tanasugarn     | 1. Runde        |
| 27. | Ángeles Montolio        | 3. Runde        |
| 28. | Chanda Rubin            | 3. Runde        |
| 29. | Amy Frazier             | 1. Runde        |
| 30. | Lisa Raymond            | 3. Runde        |
| 31. | Cristina Torrens Valero | 1. Runde        |
| 32. | Francesca Schiavone     | 1. Runde        |

## Herrendoppel
Sieger:  Wayne Black &  Kevin Ullyett
Finalgegner:  Donald Johnson &  Jared Palmer
Endstand: 7:69, 2:6, 6:3

### Setzliste
| Nr. | Paarung                        | Erreichte Runde |
| --- | ------------------------------ | --------------- |
| 01. | Jonas Björkman Todd Woodbridge | Achtelfinale    |
| 02. | Donald Johnson Jared Palmer    | Finale          |
| 03. | Jiří Novák David Rikl          | Achtelfinale    |
| 04. | Maks Mirny Sandon Stolle       | Halbfinale      |
| 05. | Mahesh Bhupathi Leander Paes   | 1. Runde        |
| 06. | Daniel Nestor Nenad Zimonjić   | Achtelfinale    |
| 07. | Petr Pála Pavel Vízner         | Achtelfinale    |
| 08. | Bob Bryan Mike Bryan           | 2. Runde        |

| Nr. | Paarung                           | Erreichte Runde |
| --- | --------------------------------- | --------------- |
| 09. | Wayne Ferreira Jewgeni Kafelnikow | 2. Runde        |
| 10. | Mark Knowles Brian MacPhie        | Viertelfinale   |
| 11. | Wayne Arthurs Michael Hill        | Achtelfinale    |
| 12. | Ellis Ferreira Rick Leach         | Viertelfinale   |
| 13. | Joshua Eagle Andrew Florent       | Achtelfinale    |
| 14. | Wayne Black Kevin Ullyett         | Sieg            |
| 15. | Paul Haarhuis Sjeng Schalken      | Halbfinale      |
| 16. | Martín García Cyril Suk           | 2. Runde        |

## Damendoppel
Siegerinnen:  Lisa Raymond &  Rennae Stubbs
Finalgegnerinnen:  Kimberly Po-Messerli &  Nathalie Tauziat
Endstand: 6:2, 5:7, 7:5

### Setzliste
| Nr. | Paarung                                     | Erreichte Runde |
| --- | ------------------------------------------- | --------------- |
| 01. | Lisa Raymond Rennae Stubbs                  | Sieg            |
| 02. | Virginia Ruano Pascual Paola Suárez         | Achtelfinale    |
| 03. | Cara Black Jelena Lichowzewa                | Halbfinale      |
| 04. | Kimberly Po-Messerli Nathalie Tauziat       | Finale          |
| 05. | Vanessa Henke Bryanne Stewart               | 1. Runde        |
| 06. | Nicole Arendt Caroline Vis                  | 1. Runde        |
| 07. | Martina Navratilova Arantxa Sánchez Vicario | Viertelfinale   |
| 08. | Alexandra Fusai Rita Grande                 | 1. Runde        |

| Nr. | Paarung                                   | Erreichte Runde |
| --- | ----------------------------------------- | --------------- |
| 09. | Serena Williams Venus Williams            | Achtelfinale    |
| 10. | Tina Križan Katarina Srebotnik            | Viertelfinale   |
| 11. | Nicole Pratt Olena Tatarkowa              | 1. Runde        |
| 12. | Conchita Martínez Anabel Medina Garrigues | 1. Runde        |
| 13. | Justine Henin Meghann Shaughnessy         | 2. Runde        |
| 14. | Émilie Loit Anne-Gaëlle Sidot             | 1. Runde        |
| 15. | Anke Huber Barbara Schett                 | 2. Runde        |
| 16. | Magüi Serna Patricia Tarabini             | 2. Runde        |

## Mixed
Sieger:  Rennae Stubbs &  Todd Woodbridge
Finalgegner:  Lisa Raymond &  Leander Paes
Endstand: 6:4, 5:7, 7:69

### Setzliste
| Nr. | Paarung                              | Erreichte Runde |
| --- | ------------------------------------ | --------------- |
| 01. | Todd Woodbridge Rennae Stubbs        | Sieg            |
| 02. | Leander Paes Lisa Raymond            | Finale          |
| 03. | Donald Johnson Kimberly Po-Messerli  | Halbfinale      |
| 04. | Jared Palmer Arantxa Sanchez Vicario | Viertelfinale   |

| Nr. | Paarung                         | Erreichte Runde |
| --- | ------------------------------- | --------------- |
| 05. | Ellis Ferreira Ai Sugiyama      | Halbfinale      |
| 06. | Mahesh Bhupathi Jelena Dokić    | 1. Runde        |
| 07. | Sandon Stolle Anne-Gaëlle Sidot | Viertelfinale   |
| 08. | Brian MacPhie Jelena Lichowzewa | 1. Runde        |